# 潘景憲
潘景憲（1134年—1190年），字叔度，金華人。
潘景愈之兄長。九歲為貢生，入太學。娶朱翌之女為妻。隆興元年（1163年）進士，和呂祖謙同年登科，擔任南嶽祠官。後來追隨呂祖謙學習。乾道五年（1169年），呂氏在給劉清之信中稱其“專勤篤信，同志間皆莫及”。後任太平教授。用心《易經》。因父喪丁憂，遂不復仕。紹熙元年卒。
潘景憲與朱熹、陳亮、呂祖謙友好。朱熹的長子朱塾二十三歲時赴金華拜呂祖謙為師，即在潘景憲家食宿。後來呂祖謙還撮合朱塾娶景憲的長女為妻，日後長住潘家。呂祖謙本身也和潘景憲有些姻親關係，因為呂祖謙之長女呂華年嫁潘景良，潘景良就是潘景憲的弟弟，即潘好古幼子。